# W cieniu Katynia
W cieniu Katynia – wspomnienia Stanisława Swianiewicza, które ukazały się w 1976 nakładem Instytutu Literackiego
Stanisław Swianiewicz pracował nad swoimi wspomnieniami od opuszczenia łagru w 1942. Po przejściu na emeryturę w 1973 zebrał w całość pisane przez lata szkice. Książka stała się bestsellerem, była kilkakrotnie wznawiana, także w wersji miniaturowej, ułatwiającej przerzut do Polski. W 1981 ukazała się w Polsce w II obiegu w dwóch niezależnych edycjach: nakładem Spółdzielni Wydawniczej TON w Toruniu oraz Officyny Liberałów, w 1983 wydało ją wydawnictwo Krąg. Pierwsze wydanie oficjalne w Polsce ukazało się w 1990 nakładem Spółdzielni Wydawniczej „Czytelnik”.
Autor, więzień Kozielska i naoczny świadek wywożenia polskich oficerów ze stacji Gniezdowo na miejsce kaźni (sam ocalał wyłączony w ostatniej chwili od egzekucji) poruszał w swojej książce kwestię zbrodni katyńskiej i sowieckiej odpowiedzialności za nią, także z perspektywy trzydziestu lat od jej popełnienia, przedstawiał swoje wspomnienia z okresu poprzedzającego wybuch II wojny światowej, a następnie mobilizacji, kampanii wrześniowej, niewoli sowieckiej, łagru, pobytu w Ambasadzie Polskiej w Kujbyszewie i opuszczenia ZSRR.
Książka została nagrodzona Nagrodą Wiadomości dla najlepszej książki roku 1976 (jurorzy podkreślali znaczenie wspomnień jako dokumentów, podkreślali także talent literacki autora. jego oszczędny, a przy tym precyzyjny styl), została wybrana Najlepszą Książką Roku przez "The Polish Literary Review". Autor otrzymał także za nią Nagrodę Związku Pisarzy Polskich na Obczyźnie (1976). Pozytywnie ocenił ją Czesław Miłosz. Była też wymieniona wśród najważniejszych polskich książek wydanych za granicą w ankiecie kwartalnika Res Publica w 1981.